# 13721 Кевінвельш
13721 Кевінвельш (13721 Kevinwelsh) — астероїд головного поясу, відкритий 17 серпня 1998 року.
Тіссеранів параметр щодо Юпітера — 3,589.